# Parc national
Pour les articles homonymes, voir Parc (homonymie).

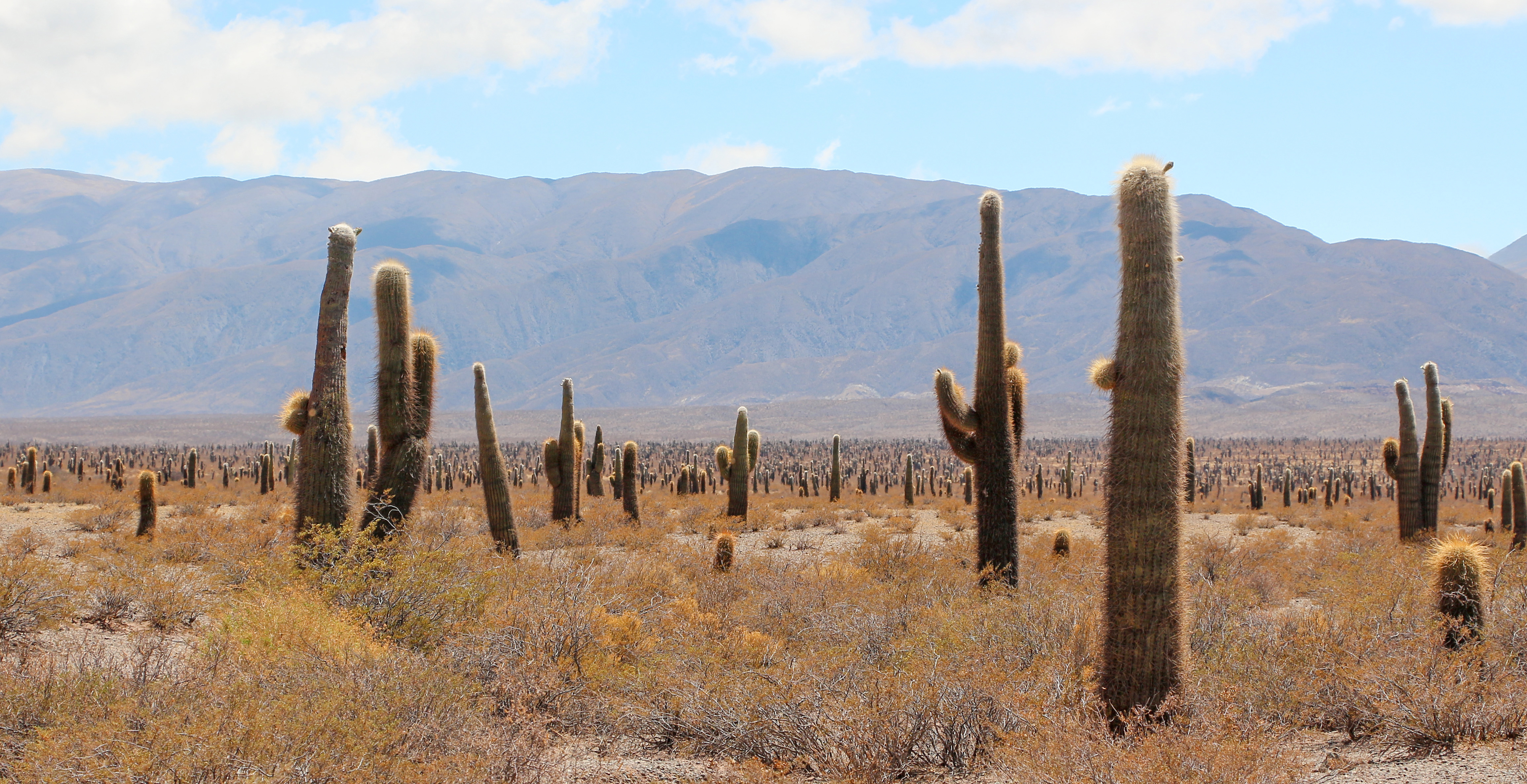
Parc national Los Cardones en Argentine.

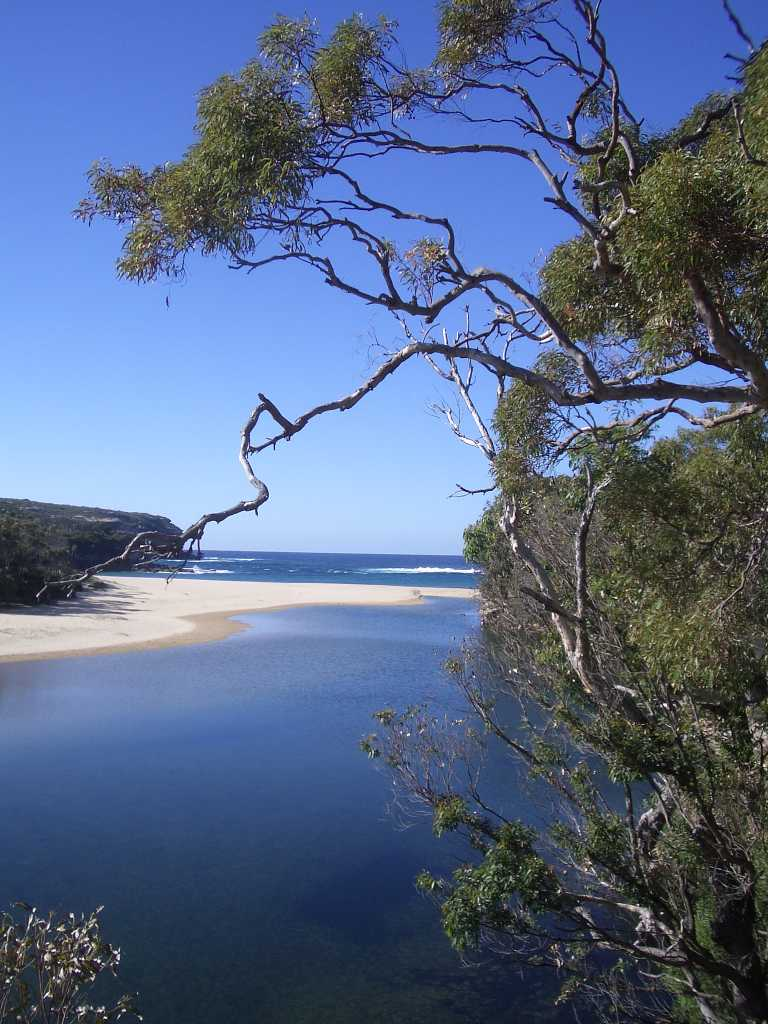
Hiver en Wattamolla au Parc national Royal en Australie.

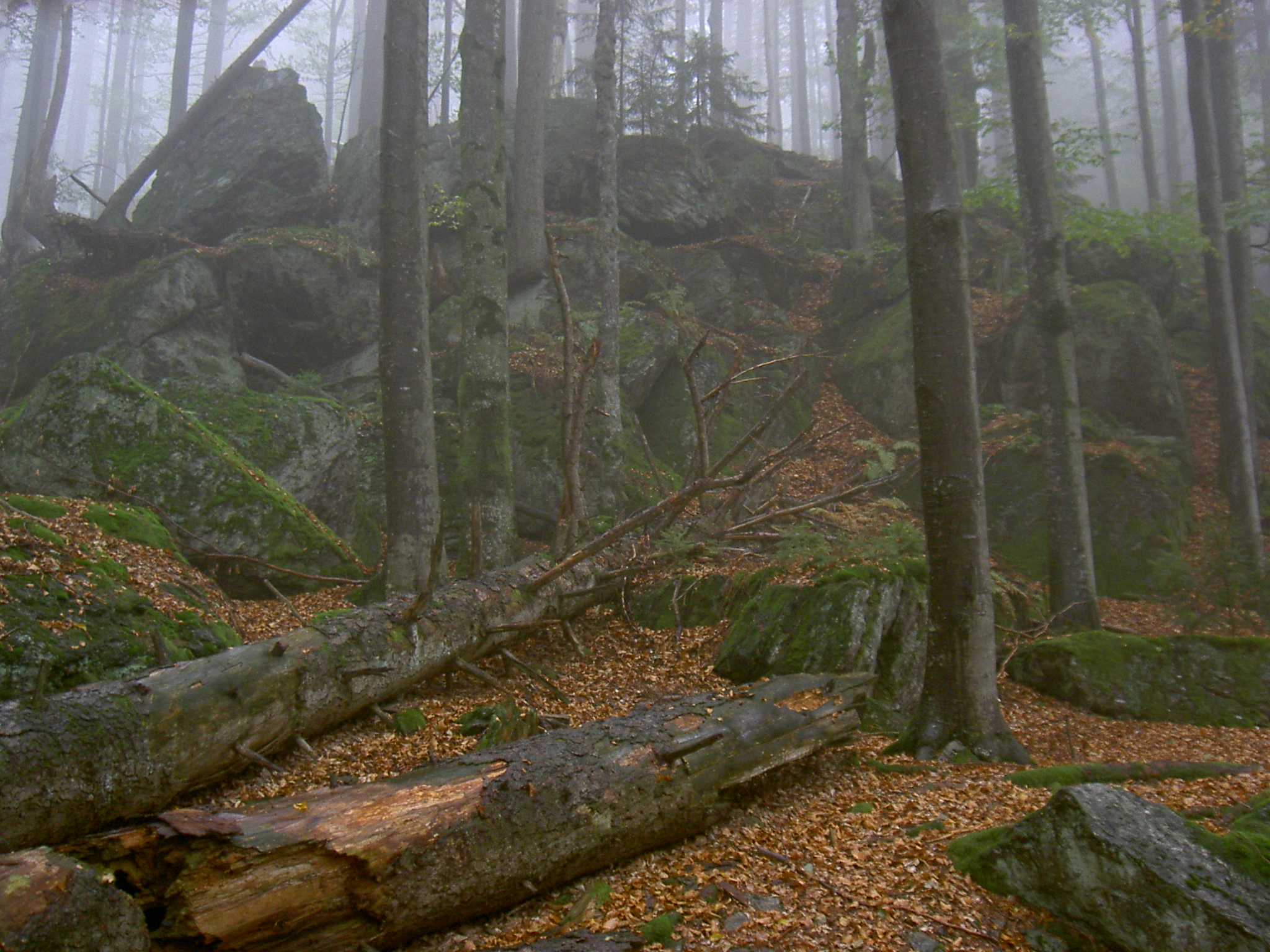
Parc national de la forêt de Bavière, en Allemagne.

Un parc national est une portion de territoire dans laquelle la faune, la flore et le milieu naturel en général sont protégés des activités humaines. Son intérêt peut être aussi touristique. La notion de parc national renvoie à des définitions réglementaires très différentes selon les États. L'Union internationale pour la conservation de la nature a défini une catégorie II, intitulée « Parc national ». Néanmoins, celle-ci ne concerne pas uniquement des parcs nationaux et toutes les aires protégées nommées « parcs nationaux » n'appartiennent pas forcément à cette catégorie.

## Histoire

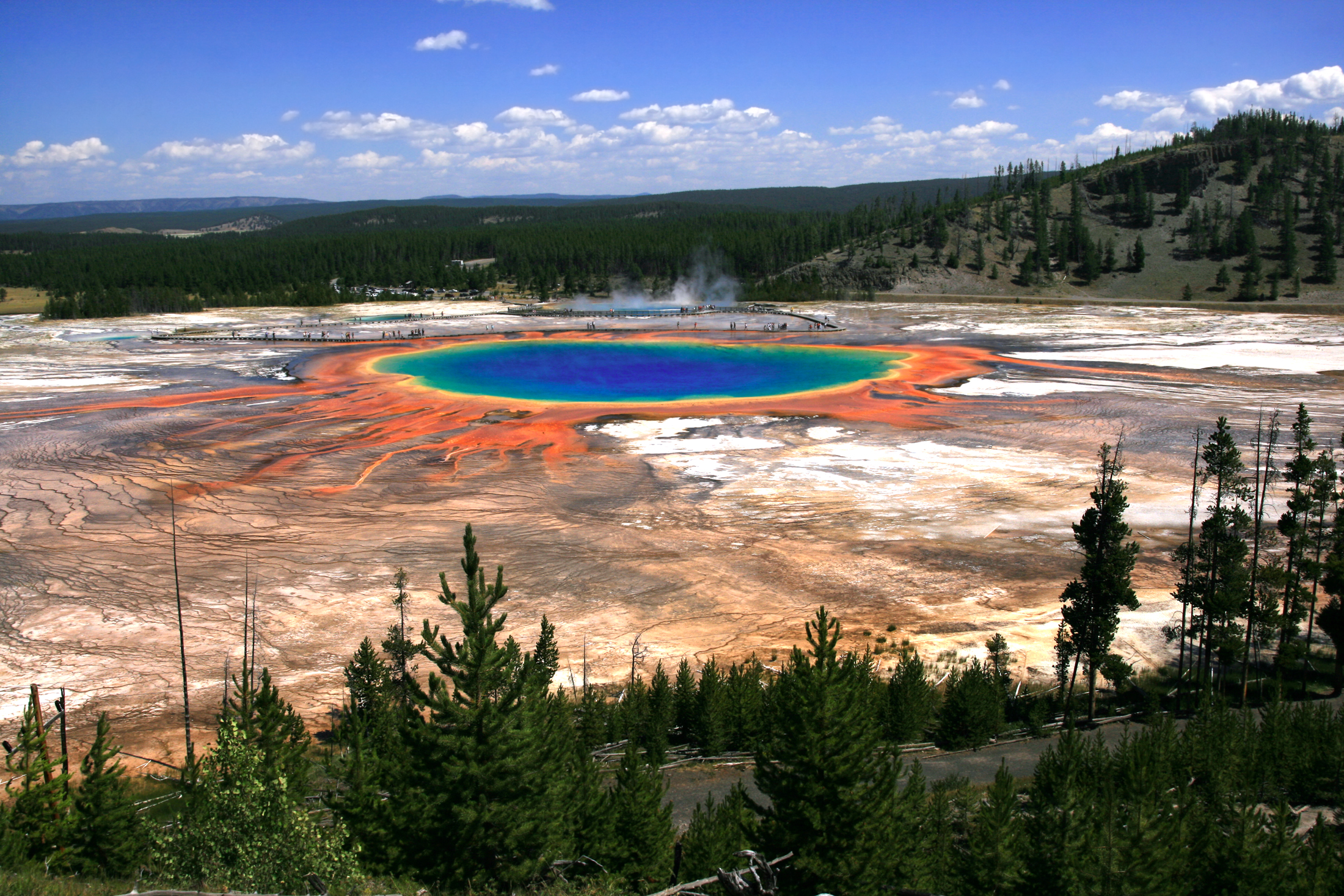
Le plus ancien parc national du monde : le Yellowstone aux États-Unis.

La première vision « moderne » de l'idée de parc national semble revenir à un peintre américain, George Catlin, qui définit le concept de parc national en 1832 dans un article du New York Times. De retour d'un voyage dans l'Ouest, il y propose une politique de protection par le gouvernement d'un « parc où hommes et bêtes auraient conservé le côté sauvage et authentique de leur beauté naturelle ».
C'est Yellowstone, à cheval sur les États de l'Idaho, du Montana et du Wyoming, qui doit être considéré comme le premier parc national au monde, Yosemite ayant été déclaré parc national seulement en 1890. Il a été créé par la loi du 1er mars 1872. Le deuxième fut le parc d'État de Mackinac Island au Michigan en 1875, le troisième le parc national royal australien le 26 avril 1879, le quatrième le parc national de Banff au Canada en 1885 et le cinquième celui du Tongariro en Nouvelle-Zélande en 1887.
En Europe, c’est la Suède qui crée les premiers parcs nationaux en 1909 (parcs lapons de Sarek, Stora Sjöfallet, Abisko, Hamra, Ängsö, etc.) suivie par la France en 1913 (parc national français de la Bérarde à l'origine de l'actuel parc des Écrins), la Suisse en 1914 (parc national suisse).
Depuis 1966 avec le parc national du Peak District en Angleterre, certains parcs nationaux ont obtenu le diplôme européen du Conseil de l’Europe pour des actions de protection particulièrement remarquables.
En Europe, le concept de parc transfrontalier a été réalisé entre l'Italie et la France, en regroupant le parc national du Mercantour et le parc naturel des Alpes maritimes, ainsi que le parc national de la Vanoise avec le parc national Grand Paradis.

## Dans le monde

### Dénomination
Avec pour objectif de clarifier la terminologie des aires protégées, une première catégorisation a été proposée en  1933, à la Conférence internationale pour la protection de la faune et de la flore, à Londres, comprenant déjà la dénomination "parc national". La Commission mondiale des aires protégées de l'Union internationale pour la conservation de la nature catégorise les aires protégées du monde entier dans 7 catégories en fonction de leur objectif de protection, l'une de ces catégories est appelée "parc national".
Cependant, à l'échelle mondiale, l'ensemble des aires protégées entrant dans la catégorie "parc national" l'UICN (catégorie II) ne sont pas nommés "parc national" dans leur réglementation locale, et l'ensemble des aires dénommées "parc national" localement n'entrent pas nécessairement dans la catégorie de l'UICN.
Par exemple :
- le Dipperu National Park (en), en Australie, est classé Ia (réserve naturelle intégrale)
- le Guanacaste National Park (Costa Rica) (en), au Costa-Rica, est réellement classé II (Parc national)
- le Yozgat Pine Grove National Park (en), en Turquie, est classé III (Monument naturel)
- le Parc national de Pallas-Yllästunturi, en Finlande, est classé IV (Aire de gestion des habitats ou des espèces)
- le Parc national de Snowdonia, aux Pays de Galles, est classé V (Paysage terrestre protégé)
- l'Expedition National Park (en), en Australie, est classé IV (Aire protégée pour l’utilisation durable des ressources naturelles)

### Nombre et superficie
En 2003, la liste des Nations unies comptait 3 881 parcs nationaux correspondant à la catégorie II de l'UICN. 
À titre d'exemple, le parc national des Poloniny est classé par l'UICN en « catégorie V Paysage terrestre ou marin protégé », alors que la réserve écologique de Burnt Cape est classée « catégorie II Parc national ».
La superficie des parcs nationaux est très variable, oscillant entre 550 ha (5,5 km2) pour le parc national des îles Ehotilé en Côte d'Ivoire et presque 100 millions d'hectares (972 000 km2) pour le parc national du Nord-Est-du-Groenland au Groenland.
Les parcs nationaux représentent à eux seuls une superficie supérieure à 4,4 millions de km2, soit un peu plus que la superficie de l'Union européenne.

### Gestion
Certains parcs sont étroitement surveillés, d'autres sont si vastes que cela est impossible, particulièrement en Afrique. C'est notamment le cas au Zimbabwe. Connu notamment pour ses célèbres Chutes Victoria, l'une des sept merveilles de la nature (107 m de hauteur, 1 700 m de longueur, pour un débit de plus de 9 000 m3/s), ce pays d'Afrique australe a créé des parcs nationaux pour protéger les espèces menacées tel le rhinocéros, l'éléphant et le buffle dont ce territoire constitue l'un des derniers sanctuaires. Ainsi, le parc national Hwange au Zimbabwe s'étend sur 14 620 km2, c'est l'un des plus vastes du monde. Il a acquis son statut de parc national dès 1930. Mais certains secteurs s'étendent sur plusieurs milliers d'hectares et ne sont surveillés que par cinq gardes, se déplaçant de surcroît à pied... Or, ce parc contient une forte concentration d'animaux avec 107 espèces de mammifères et 450 espèces d'oiseaux.